# Мићо Влаисављевић
Мићо Влаисављевић (Крбавица, 15. мај 1942) је бивши генерал-мајор Војске Републике Српске и начелник штаба Другог крајишког корпуса.

## Биографија
Рођен је у селу Крбавица од оца Јове и мајке Маре, а супруга му је Вера. Завршио је Школу ученика у привреди у Титовој Кореници 1958. године, Инжињеријску подофицирску школу у осмој класи 1959—1961. године, Војну академију Копнене војске у деветнаестој класи 1962—1966. године, Курс усавршавања старјешина обалске одбране 1976. године, Командно-штабну академију, друга ванредна класа 1967-—1979. године, Школу народне одбране тридесета класа 1984—1985. године.

## Војна каријера

### Југословенска народна армија
Обављао дужности: командир инжињеријског одјељења 1961—1962. године, питомац 1961—1966. године, командир 1. пионирског вода 1966—1969. године, а затим хидротехничког вода 1969—1971. године, командир пионирске чете 1971—1974. године, командир морнаричке инжињеријске чете 1974—1976. године, начелник штаба, уједно замјеник команданта пука 1976—1982. године, уз рад завршио Командно штабну академију, командант пука 1982—1984. године, начелник катедре тактике 1985—1987. године наставник у катедри оператике у Центру високих војних школа у Ратној морнарици 1987—1989. године, командант пука у Сињу од 1989. до октобра 1991. године. Послије извлачења пука у Книн поред дужности комнаданта пука обавља дужности начелника инжињерије у 9. корпусу у Книну до 1992. године.

### Служба у Војсци Републике Српске
За начелника штаба Другог крајишког корпуса именован је 1992. године. На тој позицији остао је све до 1994. године. Активна служба у Војсци Републике Српске престала му је 1994. по налогу предсједника Републике Радована Караџића.

## Одликовања
Одликован је: 
- Орденом за војне заслуге са сребреним мачевима 1968. године,
- Орденом Народне армије са сребреном звијездом 1976. године,
- Орденом за војне заслуге са златним мачевима 1979. године,
- Оредном рада са сребреним венцем 1982 .године,
- Орденом Народне армије са златном звездом 1989. године,
- Орденом Карађорђеве звијезде другог реда Републике Српске 1994. године.